# Уитон, Фрэнк (теннисист)
Фрэнк Энджелл Уитон (англ. Frank Angell Wheaton; 15 октября 1876, Патнам — 29 октября 1965, Беллингхем, Вашингтон) — американский теннисист. Участник летних Олимпийских игр 1904 года.

## Биография
Фрэнк Уитон родился 15 октября 1876 года в американском городе Патнам в штате Коннектикут.
К 1904 году жил в Индианаполисе.
В 1904 году вошёл в состав сборной США на летних Олимпийских играх в Сент-Луисе. В мужском одиночном турнире проиграл в 1/16 финала Чарльзу Крессону из США — 2:6, 4:6. В мужском парном разряде Уитон и Эдвин Хантер в 1/8 финала без игры прошли Джо Каннингема и Джона Нили из США, в 1/4 финала проиграли Кларенсу Гамблу и Артуру Уиру из США — 1:6, 4:6.
В 1905 году переехал в город Беллингхем в штате Вашингтон, где работал врачом и провёл здесь оставшуюся жизнь.
Умер 29 октября 1965 года в Беллингхеме.